# Залов, Орудж Ибрагим оглы
Орудж Ибрагим оглы Залов  (азерб. Oruc İbrahim oğlu Zalov; род. 7 декабря 1952, Нахичевань) — азербайджанский государственный деятель, генерал-лейтенант полиции, заместитель министра внутренних дел Азербайджанской Республики.

## Биография
Орудж Залов родился в 1952 году в городе Нахичевань Азербайджанской ССР. В 1978 году окончил исторический факультет Нахичеванского государственного педагогического университета. В 1990 году окончил Волгоградскую высшую следственную школу МВД СССР. 

### Карьера
С 1979 года работает в органах внутренних дел. В 1994 году был назначен на пост начальника Бабекского РУП Нахичевани. В 1995 году назначен начальником штаба МВД Азербайджана.
Указом Президента Азербайджанской Республики от 22 февраля 1998 года № 757 Орудж Залов назначен заместителем министра внутренних дел Азербайджанской Республики.

## Награды
- Орден «Азербайджанское знамя» (26 декабря 1995 года) — 'за достигнутые успехи в борьбе с преступностью и обеспечении общественной безопасности[1].
- Орден «За службу Отечеству» I степени (8 декабря 2022 года) — за многолетнюю плодотворную деятельность в органах внутренних дел Азербайджанской Республики[2][3].
- Орден «За службу Отечеству» II степени (1 июля 2014 года) — за отличие в борьбе с преступностью, охране общественного порядка и выполнении специальных заданий[4].
- Указом Президента Азербайджанской Республики от 30 декабря 1999 года № 54 Орудж Залову присвоено звание генерал-майор.
- 17 января 2002 года указом № 647 ему присвоено звание генерал-лейтенант полиции.